# 杰茜卡·沃尔特
杰茜卡·沃尔特（英語：Jessica Walter，1941年1月31日—2021年3月24日），美国女演员。曾获得黄金时段艾美奖迷你影集／电视电影最佳女主角。